# HDDC3
HDDC3 (англ. HD domain containing 3) – білок, який кодується однойменним геном, розташованим у людей на 15-й хромосомі. Довжина поліпептидного ланцюга білка становить 179 амінокислот, а молекулярна маса — 20 329.
| 10         |  | 20         |  | 30         |  | 40         |  | 50         |
| ---------- |  | ---------- |  | ---------- |  | ---------- |  | ---------- |
| MGSEAAQLLE |  | AADFAARKHR |  | QQRRKDPEGT |  | PYINHPIGVA |  | RILTHEAGIT |
| DIVVLQAALL |  | HDTVEDTDTT |  | LDEVELHFGA |  | QVRRLVEEVT |  | DDKTLPKLER |
| KRLQVEQAPH |  | SSPGAKLVKL |  | ADKLYNLRDL |  | NRCTPEGWSE |  | HRVQEYFEWA |
| AQVVKGLQGT |  | NRQLEEALKH |  | LFKQRGLTI  |  |            |  |            |

A: Аланін

C: Цистеїн

D: Аспарагінова кислота

E: Глутамінова кислота

F: Фенілаланін

G: Гліцин

H: Гістидин

I: Ізолейцин

K: Лізин

L: Лейцин

M: Метіонін

N: Аспарагін

P: Пролін

Q: Глутамін

R: Аргінін

S: Серин

T: Треонін

V: Валін

W: Триптофан

Кодований геном білок за функцією належить до гідролаз. 
Задіяний у таких біологічних процесах, як ацетилювання, альтернативний сплайсинг. 
Білок має сайт для зв'язування з іонами металів, іоном марганцю. 